# Cultura di Creswell

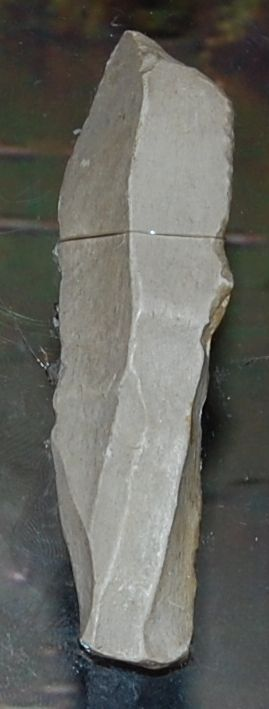
Punta di Cresswell ritrovata a Cresswell Crags ed esposta al Derby Museum.

Il Creswelliano è una cultura del Paleolitico superiore britannico che prende il nome dal sito di Creswell Crags, nel Derbyshire e che gli è stato conferito da Dorothy Garrod nel 1926. è databile tra circa il 12.500 ed il 12.000 a. C. ed è stato poi sostituito dalla cultura del Mesolitico detta Maglemosiano.

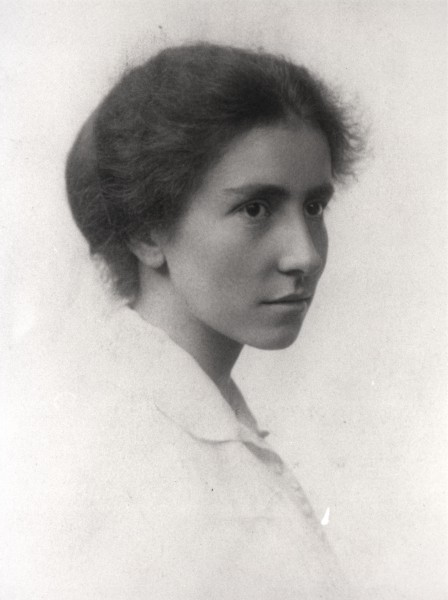
Prof. Dorothy Garrod

Il Creswelliano mostra chiari parallelismi con la cultura di Federmesser e con quella di Amburgo, rintracciabili nell'odierna Europa continentale nord-occidentale e con la cultura Magdelaniana dell'Europa meridionale. Tale deduzione si basa sulla comune presenza di lame di forma trapezoidale sostenuto chiamate punti Cheddar e alcune forme con varianti conosciute come punte di Creswell, oltre a quella di piccole lamelle. Tra gli altri tipi di utensili sono presenti sottili raschietti formati da lunghe lame rettilinee. Una tecnica particolare di preparazione veniva impiegata per rimuovere le lame da un nucleo attraverso una serie di colpi dati in una sola direzione, lasciando un distinto “sperone” sulla base su cui si batteva. Gli strumenti sono stati realizzati utilizzando un hammerstone morbido, un martello a corno.
Altri reperti dell'ambito del Creswelliano comprendono l'ambra del Baltico, l'avorio di mammut e denti ed ossa di animali. Questi ultimi venivano utilizzati per creare arpioni, punteruoli, perline e aghi. Insolite bacchette smussate in avorio, note come sagaie sono stati trovate nella grotta di Gough in Somerset e nella Kent's Cavern nel Devon.
Ventotto i siti da cui sono state tratte punte Cheddar sono conosciute tra Inghilterra e Galles, mentre nessun sito è stato trovato in Scozia o in Irlanda, regioni che si pensa siano state colonizzati dagli uomini solamente in un periodo decisamente successivo. La maggior parte dei siti sono grotte ma c'è un palese aumento dell'evidenza dell'attività all'aria aperta degli uomini del Creswelliano comprese le prove che attestano come queste punte in selce viaggiassero per distanze fino a 100 miglia da dove avrebbero potuto essere cavate. Alcune delle selci trovate nella grotta di Gough provengono dalle Vale of Pewsey nel Wiltshire, mentre la presenza di conchiglie non del luogo ed ambra dalla costa del Mare del Nord anche indicano quanto la popolazione fosse altamente mobile. Questo si accompagna con testimonianze coeve alla cultura Magdelaniana sviluppaata altrove in Europa e può suggerire che potessero essere regolarmente praticate lo scambio di merci e l'invio di spedizioni specializzate in cerca di materie prime. Analisi della lavorazione delle scaglie litiche nei siti occupati suggerisce che i noduli di selce sono stati ridotti alle dimensioni richieste alla fonte e le lame più sottili venissero impiegate da gruppi di uomini del Creswelliano come 'kit di strumenti' per ridurre il peso di ciò che dovevano poi trasportare.
Confronti di selce dalle Caverne del Kent con quelle di Creswell Crags ha portato alcuni archeologi a credere che siano state lavorate dallo stesso gruppo.
I cibi che i cacciatori del Creswelliano mangiavano erano soprattutto il cavallo selvatico (Equus ferus) o il cervo (Cervus elaphus), probabilmente a seconda della stagione, benché anche le lepri artiche, i caribù, le lepri, i mammut, le saighe, la mucca selvatica, l'orso bruno, la lince, volpe artica ed il lupo venissero impiegati per la loro alimentazione.